# Ljuban Crepulja
Ljuban Crepulja (Čapljina, 2 settembre 1993) è un calciatore croato, centrocampista dello Slaven Belupo.

## Caratteristiche tecniche
È un mediano.

## Carriera
È cresciuto nelle giovanili del Segesta.

## Statistiche

### Presenze e reti nei club
Statistiche aggiornate al 10 agosto 2019.
| Stagione                 | Squadra                  | Campionato               | Campionato | Campionato | Coppe nazionali | Coppe nazionali | Coppe nazionali | Coppe continentali | Coppe continentali | Coppe continentali | Altre coppe | Altre coppe | Altre coppe | Totale | Totale | Totale |
| Stagione                 | Squadra                  | Comp                     | Pres       | Reti       | Comp            | Pres            | Reti            | Comp               | Pres               | Reti               | Comp        | Pres        | Reti        | Pres   | Reti   |        |
| ------------------------ | ------------------------ | ------------------------ | ---------- | ---------- | --------------- | --------------- | --------------- | ------------------ | ------------------ | ------------------ | ----------- | ----------- | ----------- | ------ | ------ | ------ |
| 2009-2010                | Segesta                  | 2.HNL                    | 16         | 0          | CC              | 0               | 0               |                    | -                  | -                  |             | -           | -           | 16     | 0      |        |
| 2012-2013                | Hrvatski Dragovoljac     | 2.HNL                    | 28         | 1          | CC              | 0               | 0               |                    | -                  | -                  |             | -           | -           | 28     | 1      |        |
| 2013-2014                | Slaven Koprivnica        | 1.HNL                    | 25         | 0          | CC              | 6               | 1               |                    | -                  | -                  |             | -           | -           | 31     | 1      |        |
| 2014-2015                | Slaven Koprivnica        | 1.HNL                    | 33         | 1          | CC              | 0               | 0               |                    | -                  | -                  |             | -           | -           | 33     | 1      |        |
| 2015-gen. 2016           | Slaven Koprivnica        | 1.HNL                    | 21         | 1          | CC              | 3               | 0               |                    | -                  | -                  |             | -           | -           | 24     | 1      |        |
| Totale Slaven Koprivnica | Totale Slaven Koprivnica | Totale Slaven Koprivnica | 79         | 2          |                 | 9               | 0               |                    | -                  | -                  |             | -           | -           | 88     | 2      |        |
| gen.-giu. 2016           | Malines                  | D1                       | 4          | 0          | CB              | 0               | 0               |                    | -                  | -                  |             | -           | -           | 4      | 0      |        |
| 2016-gen. 2017           | Malines                  | D1                       | 0          | 0          | CB              | 0               | 0               |                    | -                  | -                  |             | -           | -           | 0      | 0      |        |
| Totale Malines           | Totale Malines           | Totale Malines           | 4          | 0          |                 | 0               | 0               |                    | -                  | -                  |             | -           | -           | 0      | 0      |        |
| gen.-giu. 2017           | Šachcër Salihorsk        | VL                       | 19         | 2          | CB              | 4               | 0               |                    | -                  | -                  |             | -           | -           | 23     | 2      |        |
| 2017-gen. 2018           | Šachcër Salihorsk        | VL                       | 0          | 0          | CB              | 2               | 2               | UEL                | 1                  | 0                  |             | -           | -           | 3      | 0      |        |
| Totale Šachcër Salihorsk | Totale Šachcër Salihorsk | Totale Šachcër Salihorsk | 19         | 2          |                 | 6               | 0               |                    | 1                  | 0                  |             | -           | -           | 26     | 2      |        |
| gen.-giu. 2018           | Sarajevo                 | PL                       | 11         | 0          | CB              | 0               | 0               |                    | -                  | -                  |             | -           | -           | 11     | 0      |        |
| 2018-2019                | Sarajevo                 | PL                       | 21         | 0          | CB              | 3               | 0               | UEL                | 0                  | 0                  |             | -           | -           | 24     | 0      |        |
| Totale Sarajevo          | Totale Sarajevo          | Totale Sarajevo          | 32         | 0          |                 | 3               | 0               |                    | 0                  | 0                  |             | -           | -           | 35     | 0      |        |
| 2019-2020                | Astra Giurgiu            | LI                       | 5          | 0          | CR              | 0               | 0               | -                  | -                  | -                  | -           | -           | -           | 5      | 0      |        |
| Totale carriera          | Totale carriera          | Totale carriera          | 183        | 5          |                 | 18              | 3               |                    | 1                  | 0                  |             | -           | -           | 202    | 8      |        |

## Palmarès
- 2.HNL: 1

Hrvatski Dragovoljac: 2012-2013
- Coppa di Bosnia: 1

Sarajevo: 2018-2019
- Campionato bosniaco: 1

Sarajevo: 2018-2019